# Allmendbach (Schäflibach)
Der Allmendbach (im Oberlauf auch Vogelsangbächli) ist ein rund 2,5 Kilometer langer linker Zufluss des Schäflibachs im Bezirk Dietikon des Schweizer Kantons Zürich. Er durchfliesst die Gemeinden Birmensdorf und Urdorf und fliesst dabei stets parallel zum wenig östlich verlaufenden Schäflibach.
Der Bach wurde erstmals am 30. November 1540 betreffend dem Weidegang zwischen den beiden Gemeinden als Schlaggbach erwähnt.

## Geographie

### Verlauf
Der Allmendbach entspringt auf 505 m ü. M. im Feuchtgebiet Gloggenmaas an der Waldeggstrasse beim Ortsteil Risi oberhalb von Birmensdorf. Das Gloggenmaas wird im südlichen Teil von einem halbrunden Moränenwall eingefasst, der den Abfluss ins Reppischtal verhindert.
Der Bach entwässert das Feuchtgebiet unterirdisch nach Nordnordosten, wobei er nach der Waldeggstrasse den Acker «Gloggen» unterquert. Hier wird er nach Nordwesten geleitet, wo er wenig später direkt unter dem Hof Püntenmaas verläuft, in dessen Umgebung sich früher das Moor Püntenmoos erstreckte. Die Dolung führt den Allmendbach nun nach Westen, wobei er die Felder der Fluren «Roggenbach» und «Vogel» unterquert. Dabei nimmt er das von der Strassenabwasserbehandlungsanlage (SABA) Ristet gereinigte Wasser auf.
Direkt nach der Unterquerung des Bahndamms der Bahnstrecke Zürich–Zug tritt der Bach bei Vogelsang auf 476 m ü. M. gesäumt von einem kleinen Wäldchen erstmals an die Oberfläche. Er fliesst gleich nach Nordwesten und passiert ein Asphaltmischwerk. Er erreicht die Urdorferstrasse und unterquert eine einmündende Strasse in einer engen Kurve zweimal. In der von den Strassen eingeschlossene Grünfläche verläuft der Bach für rund 20 Meter offen und speist dabei einen kleinen Teich. Der Allmendbach tritt zwischen der Urdorferstrasse und einem Feldweg wieder zutage. Er wendet sich nach Nordnordosten und wird von einem schmalen Waldstreifen gesäumt, der am linken Ufer von einem Tennisplatz und am rechten Ufer von einem Feldweg begrenzt wird.

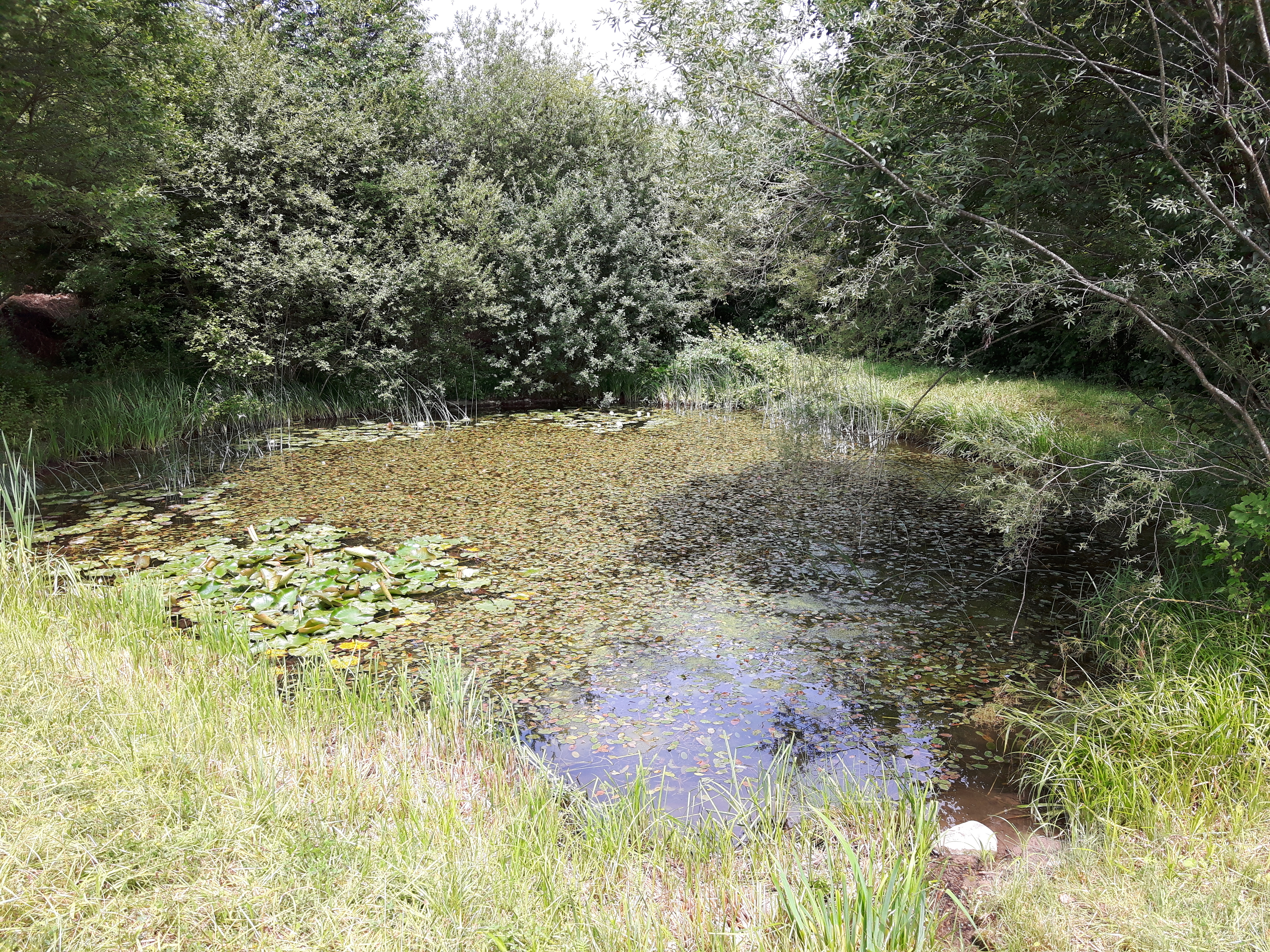
Vom Allmendbach gespeister Teich direkt neben dem Bollweiher

Nach dem Passieren des Tennisplatzes breitet sich der Wald weiter aus und der Bach wendet sich nach Nordwesten. Dabei erreicht er kurz darauf die Gemeindegrenze, die er für rund 30 Meter bildet, bevor er ganz in Urdorf verläuft. Er fliesst mäandrierend durch das «Gatter» genannte Waldstück und erreicht wenig später die nun Birmensdorfertrasse genannte Strasse. Diese unterquert er zugleich, während sich der Wald ebenfalls auf die andere Strassenseite verlegt. Er fliesst nun nach Nordnordwesten und folgt in wenig Abstand der Strasse, die rechtsseitig verläuft, während sich linksseitig in etwas grösserem Abstand die Heinrich Stutz-Strasse erstreckt, die den Wald im Westen begrenzt. Er unterquert eine neue, provisorische Verbindungsstrasse für den Öffentlichen Verkehr zwischen den beiden Strassen und erreicht anschliessend die Allmendrüti, die teilweise gerodet ist. Der Allmendbach wird stets von Gehölz gesäumt und unterquert kurz darauf die Schützenstrasse bei der Kreuzung mit der Birmensdorferstrasse, bevor er in der ebenfalls bewaldeten Gmeindrüti wieder hervor tritt.
Nach einigen Metern wendet er sich nach Ostnordosten, um bei der Ristetmatt erneut die Birmensdorferstrasse zu unterqueren. Der Allmendbach nimmt dort von links mit dem beim Schützenhaus entspringenden Cheiben- resp. Tüchelroosgraben seinen wichtigsten Zufluss auf. Er durchfliesst das Naturschutzgebiet Feuchtstandort «Ristetmatt-Tisliboll», welches gleichzeitig als Hochwasserrückhaltebecken dient. Dort passiert er einen vom Wagenbach gespeisten Teich am rechten Ufer, dessen Wasser er zugleich aufnimmt. Er wendet sich nach Nordosten und passiert den Grundablass des Rückhaltebeckens. Kurz danach zweigt am linken Ufer ein eingedolter Kanal ab, der neben dem Bollweiher auch einen kleinen Teich speist.
Der Allmendbach wendet sich beim Bollweiher erneut nach Nordnordwesten und nimmt dessen Abfluss wieder auf. Gleich anschliessend mündet von links der rund 110 Meter lange Bollbach, der teilweise in einem Tankgraben der Sperrstelle Urdorf verläuft. Er fliesst nun von dichtem Gehölz begleitet zwischen der linksseitig liegenden Boll und der rechtsseitig abfallenden Mülihalden hindurch. Er unterquert einen Feldweg und wendet sich nach Nordnordosten, wo jetzt linksufrig die Wüestmatt angrenzt.
Schliesslich trifft der Allmendbach auf 421 m ü. M. an der südlichen Siedlungsgrenze von Urdorf beim Sportplatz Weihermatt von links und Südsüdwesten kommend auf den Stockacherbach und bildet dort mit diesem in der Fortsetzung den Schäflibach.

### Einzugsgebiet
Das Einzugsgebiet des Allmendbachs misst 2,21 km², davon sind 37,4 % Landwirtschaftsfläche, 35 % bestockte Fläche sowie 27,5 % Siedlungsfläche. Der höchste Punkt des Einzugsgebiets wird mit 555 m ü. M. im südlichen Teil des Waldgebiets Rameren erreicht, die durchschnittliche Höhe beträgt 481 m ü. M. und der mittlere Jahresniederschlag liegt bei 1060,63 mm. Es erstreckt sich vollständig über die Anrainergemeinden Birmensdorf und Urdorf im Bezirk Dietikon.

### Zuflüsse
Die direkten und indirekten Zuflüsse bachabwärts
- Cheibengraben/Tüchelroosgraben (links), 0,69 km
- Wagenbach (rechts), 0,34 km
- Bollbach (links), 0,11 km

## Umwelt
Der Allmendbach durchfliesst drei überkommunalen Naturschutzgebiete, nämlich den Feuchstandort Gloggenmaas, den Trockenstandort Bahndamm Ristet sowie den Feuchtstandort Ristetmatt-Tisliboll. Ausserdem passiert er den Ruderalstandort Boll-Stockmatt, der an der Einmündung des Bollbachs ans linke Ufer angrenzt. Weiterhin ist das Gebiet um die Quelle unter dem Namen Würmzeitlicher Moränenwall Gloggenmas–Fürhoger–Risi im Geologisch-geomorphologischen Inventar eingetragen.

### Flora
Am Oberlauf wächst am Bachlauf (typischer) Ahorn-Eschenwald mit Bingelkraut sowie Waldmeister-Buchenwald mit Lungenkraut und Wald-Ziest. Am Mittellauf säumen dann Aronstab-Buchenwald sowie Waldmeister-Buchenwald den Bach und ab der Allmendrüti wieder Waldmeister-Buchenwald.